# Tigasis akuris
Tigasis akuris är en fjärilsart som beskrevs av Bell 1942. Tigasis akuris ingår i släktet Tigasis och familjen tjockhuvuden. Inga underarter finns listade i Catalogue of Life.